# Première rhapsodie
La Première rhapsodie o Rapsodie pour clarinette in Sol bemolle maggiore è una composizione di Claude Debussy scritta fra il 1909 e il 1910; originariamente il brano prevedeva l'accompagnamento del pianoforte; nel 1911 il musicista ne creò una versione con orchestra.

## Storia
Mentre si stava dedicando al Primo libro dei Préludes alla fine del 1909, Debussy ebbe l'incarico, da parte di Gabriel Fauré, allora direttore del Conservatorio di Parigi, di comporre un brano per clarinetto che avrebbe dovuto essere utilizzato come prova d'esame per il concorso di clarinetto del 1910; Fauré gli diede il compito di scrivere anche un pezzo da lettura a prima vista sempre per la stessa prova. Tra il mese di dicembre di quell'anno e il gennaio successivo Debussy scrisse la Première rhapsodie, pensando forse con ottimismo di scriverne delle altre in futuro.

Nonostante la sua opinione per niente lusinghiera sull'istituzione diretta da Fauré, egli accettò di buon grado l'incarico, avendo per di più da poco acconsentito alla proposta di diventare uno dei membri del Consiglio direttivo del Conservatorio e quindi esaminatore nelle prove di ammissione.
La prima esecuzione pubblica della Rhapsodie avvenne il 16 gennaio 1911 alla Salle Gaveau di Parigi per la Société Musicale Indépendante con Prosper Mimart e M.G. Kriéger come esecutori. Il brano fu pubblicato da Durand nel 1910 così come il pezzo scritto per la lettura a prima vista che ebbe il titolo Petite pièce pour clarinette et piano

Nel 1911 Debussy realizzò una nuova versione della Rhapsodie per clarinetto e orchestra mentre si trovava in vacanza con la famiglia a Houlgate in Normandia. Questa seconda rielaborazione fu eseguita solamente dopo la morte del compositore il 3 maggio 1919 a Parigi con l'Orchestra Pasdeloup diretta da Rhené Baton e con il clarinettista Gaston Hamelin.

## Analisi
La Première Rhapsodie ha come indicazione Rêveusement lent ed è un brano gradevole dalle sonorità pacate che, nonostante sia nato da un incarico accademico, non ha nulla dell'esercitazione; la partitura è di grande raffinatezza e, seppure conceda gli inevitabili virtuosismi all'esecutore solista, possiede una sua liricità e una grande maestria compositiva da parte dell'autore nella padronanza dei mezzi espressivi

Da sottolineare come nella seconda versione il brano sia stato pubblicato come Rapsodie pour orchestre avec clarinette principale, fatto che implica una parità di esecuzione e interpretazione fra lo strumento solista e l'orchestra.

## Organico della seconda versione
Clarinetto solista, tre flauti, tre oboi, due clarinetti, tre fagotti, quattro corni, due trombe, percussioni, due arpe, archi.